# Lönndörr

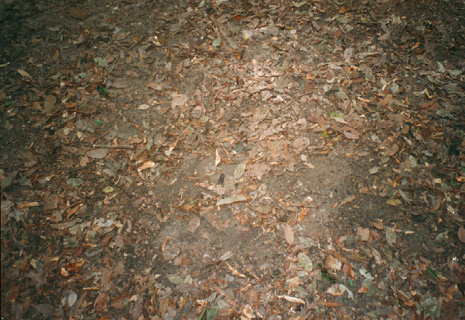
Stängd lönndörr.

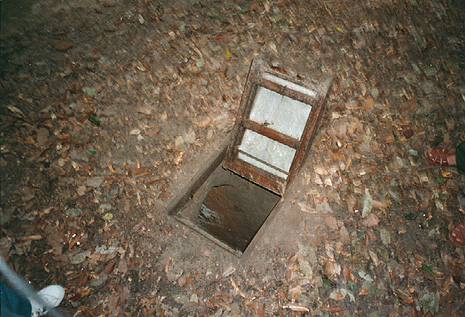
Öppnad lönndörr.

En lönndörr är en hemlig dörr. En lönndörr kan antingen vara dold bakom något annat eller vara utformad som något annat. Lönndörrar förekommer ofta i fiktiva berättelser i till exempel bokhyllor, öppna spisar och i garderober. Lönndörrar förekommer även i verkligheten. Bland annat gömde sig Saddam Hussein bakom en lönndörr när han fångades i december 2003.
Även andra ord med lönn- som förled förekommer enligt samma princip, exempelvis följande:
Lönnrum är ett hemligt rum i en byggnad eller på ett fartyg. Det har även använts som synonym till lönnfack och bildligt.
Lönngång är en hemlig gång.
Lönnfack är ett dolt fack i en byrå, sekretär eller liknande.